# Dvärgar har också varit små
Dvärgar har också varit små (Auch Zwerge haben klein angefangen) är en film från 1970 regisserad av tyske Werner Herzog.

## Handling
En grupp dvärgar hålls inspärrade på en institution på en avlägsen ö och bestämmer sig för att göra uppror mot sina vakter och institutionens direktör (även de dvärgar). Under glada tillrop förstör dvärgarna fönster och tallrikar, överger en liten lastbil att köra i cirklar, startar matkrig och tuppfäktningar, sätter eld på blommor i sina krukor, dödar en stor gris, terroriserar två blinda dvärgar och korsfäster en apa.

## Produktion
Filmen spelades in på Lanzarote på Kanarieöarna och producerades samtidigt som Herzogs filmer Fata Morgana och The Flying Doctors of East Africa och det finns likheter både till tema och det visuella bland de tre. Till exempel är glasögonen som bärs av de blinda dvärgarna i Dvärgar har också varit små samma som är med flera gånger i Fata Morgana.
Under inspelningen av scenen där lastbilen kör i cirklar utan att någon sitter vid ratten blev en av skådespelarna överkörd men han reste sig genast upp oskadd. När man spelade in scenen med de brinnande blommorna fattade samma skådespelare eld och Werner Herzog sprang över och släckte elden. Skådespelaren fick bara små skador av elden. Efter dessa båda incidenter lovade Herzog skådespelarna att om de lyckades slutföra inspelningen utan att någon mer skadade sig skulle han hoppa in i ett kaktusområde och låta skådespelarna filma honom under tiden. Filmen slutfördes utan fler skador och regissören höll sitt löfte och dök in bland kaktusarna. Herzog har sagt "att ta sig ut var mycket svårare än att hoppa in."